# Omphalestra geraea
Omphalestra geraea là một loài bướm đêm trong họ Noctuidae.